# Distrito federal del Cáucaso Norte

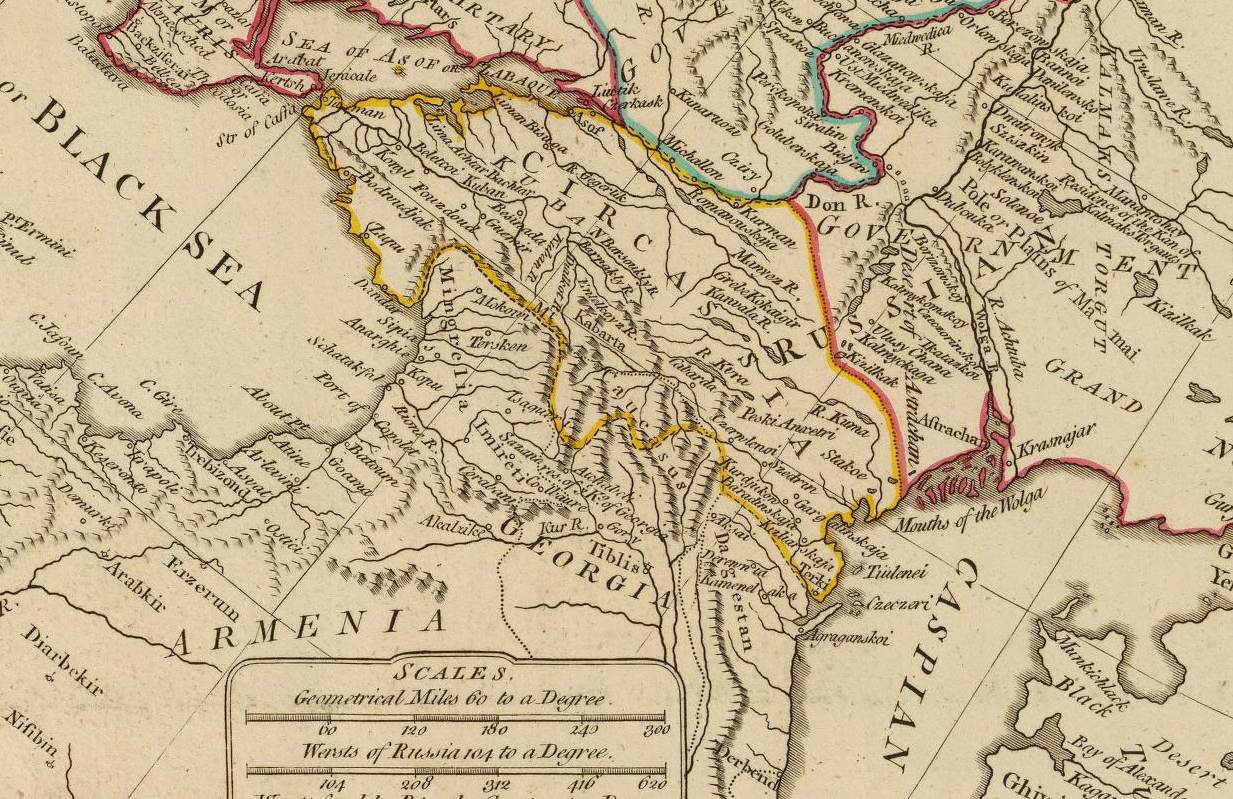
Mapa de Circasia en el.

El Distrito federal del Cáucaso Norte (en ruso: Северо-Кавказский федеральный округ) es uno de los ocho distritos de la Federación Rusa, formado por los siguientes siete sujetos (entidades subnacionales): las repúblicas de Daguestán, Ingusetia, Kabardia-Balkaria, Karacháyevo-Cherkesia, Osetia del Norte-Alania, Chechenia y el Krai de Stávropol.
Fue creado el 19 de enero de 2010 por decreto del presidente de Rusia Dmitri Medvédev agrupando varios sujetos federales que anteriormente formaban parte del distrito del Sur, hasta el 21 de junio de 2000 el distrito federal del Sur se denominaba Distrito federal del Cáucaso Norte.
Su capital es Piatigorsk, en Stávropol. Limita al norte y noreste con el distrito federal del Sur, al sureste con el mar Caspio, al sur con Azerbaiyán y al oeste con Georgia. Con 172 360 km² es el distrito menos extenso del país, Con 9 542 600 habs. en 2013, el segundo menos poblado —por delante de Lejano Oriente— y con 55,4 hab/km², el segundo más densamente poblado, por detrás del distrito federal Central. El territorio se corresponde, con pequeñas variantes, con el territorio de Circasia.

## Composición territorial
| North Caucasian Federal District | North Caucasian Federal District | North Caucasian Federal District     | North Caucasian Federal District | North Caucasian Federal District | North Caucasian Federal District |
| #                                | Bandera                          | Sujeto federal                       | Capital                          | Área (km²)                       | Población (hab.)                 |
| -------------------------------- | -------------------------------- | ------------------------------------ | -------------------------------- | -------------------------------- | -------------------------------- |
| 1                                |                                  | República de Daguestán               | Majachkalá                       | 50 300                           | 2 931 291                        |
| 2                                |                                  | República de Ingusetia               | Magas                            | 3600                             | 429 458                          |
| 3                                |                                  | República de Kabardia-Balkaria       | Nalchik                          | 12 500                           | 859 149                          |
| 4                                |                                  | República de Karacháyevo-Cherkesia   | Cherkessk                        | 14 300                           | 474 787                          |
| 5                                |                                  | República de Osetia del Norte-Alania | Vladikavkaz                      | 8000                             | 709 398                          |
| 6                                |                                  | Krai de Stávropol                    | Stávropol                        | 66 200                           | 2 786 727                        |
| 7                                |                                  | República de Chechenia               | Grozni                           | 15 600                           | 1 303 423                        |